# Marijaš
Marijaš (Servisch: Маријаш; Albanees: Marijash, bepaalde vorm Marijashi) is een berg in Kosovo/Servië die onderdeel is van de Prokletije. Met een top van 2533 meter hoogte is het het hoogste punt van Bogićevica.